# Chabuata dulcinea
Chabuata dulcinea är en fjärilsart som beskrevs av Butler 1882. Chabuata dulcinea ingår i släktet Chabuata och familjen nattflyn. Inga underarter finns listade i Catalogue of Life.